# Вологоємність ґрунту
Вологоємність ґрунту (водомісткість, водоутримуюча сила, капілярність ґрунту) — властивість ґрунту приймати і утримувати в своїх пористих порожнинах певну кількість крапельнорідкої води, не дозволяючи останній стікати.
Процентне відношення її маси до маси ґрунту або, відповідно, її об'єму до об'єму ґрунту, виражене у відсотках, називається показником вологоємності ґрунту.
Вологоємність ґрунту — величина, що кількісно характеризує водоутримуючу здатність ґрунту; здатність ґрунту поглинати і утримувати в собі від стікання певну кількість вологи під дією капілярних і сорбційних сил. В залежності від умов, що утримують вологу в ґрунті, розрізняють кілька видів вологоємкості ґрунту: максимальну адсорбційну, капілярну, найменшу та повну. 
Максимальна адсорбційна вологоємність ґрунту, пов'язана волога, сорбована волога, орієнтовна волога — найбільша кількість міцно зв'язаної води, яка утримувалась сорбційними силами. Чим важчий гранулометричний склад ґрунту і вищий вміст у ній гумусу, тим більша частка зв'язаної, майже недоступної вологи у ґрунті. 
Капілярна вологоємність ґрунту — максимальна кількість вологи, що утримується в ґрунті над рівнем ґрунтових вод капілярними (менісковимі) силами. Залежить від потужності шару, в якому вона визначається, і його віддаленості від дзеркала ґрунтових вод. Чим більша потужність шару і менше його видалення від дзеркала ґрунтових вод, тим вища капілярна вологоємність ґрунту. При рівному видаленні від дзеркала її величина зумовлена загальною і капілярною пористістю, а також щільністю ґрунту. З капілярною вологоємністю ґрунту пов'язана капілярна кайма (шар підпертої вологи між рівнем ґрунтових вод і верхньою межею фронту змочування ґрунту. Капілярна вологоємність ґрунту характеризує культурний стан ґрунту. Чим ґрунт менш оструктурений, тим більше в ньому відбувається капілярний підйом вологи, її фізичне випаровування і, найчастіше, накопичення у верхній частині легкорозчинних, в тому числі і шкідливих для рослин солей. 
Найменша — польова вологоємність ґрунту — кількість води, що фактично утримується ґрунтом в природних умовах в стані рівноваги, коли усунуто випаровування і додатковий приплив води. Ця величина залежить від гранулометричного, мінералогічного і хімічного складу ґрунту, його щільності і пористості. Застосовується при розрахунку поливних норм. 
Повна вологоємність ґрунту, водовмістимість ґрунту — вміст вологи в ґрунті за умови повного заповнення всіх пор водою. При повній вологоємністі ґрунту волога, що знаходилася у великих проміжках між частками ґрунту, безпосередньо утримується дзеркалом води або водотривким шаром. Водовмістимість ґрунту розраховується по її загальній пористості. Значення величини повної вологоємності ґрунту необхідно при підрахунку здатності водовсмоктування без утворення поверхневого стоку, для визначення здатності водовіддачі ґрунту, висоти підйому ґрунтових вод при рясних дощах або зрошенні.
Польова вологоємність — кількість води, що утримується ґрунтом протягом тривалого часу. Вологість піщаних ґрунтів при польовій вологоємності становить 4-10 %, супіщаних — 10-20 %, легко- і середньосуглинистих — 20-30 %, важкосуглинистих і глинистих — 30-40 %.
Величина польової вологоємності — важливий агрономічний показник. Знаючи вологість ґрунту у відсотках польової вологоємності, судять про забезпеченість рослин водою, а в поливному землеробстві встановлюють час поливу, задля збільшення насичення ґрунту водою з зими — облаштовують лісосмугові або кулісні насадження, які затримують сніг та уповільнюють вивітрювання.  
Оптимальна вологість ґрунту у відсотках польової вологоємності становить для польових, плодових і ягідних культур 70-80 %, для овочевих — 75-90 %.
В агрономічному відношенні важливі й інші водні властивості ґрунтів: водопроникність і водопідйомна здатність.